# Chanteheux
Chanteheux è un comune francese di 2 010 abitanti situato nel dipartimento della Meurthe e Mosella nella regione del Grand Est.

## Società

### Evoluzione demografica
Abitanti censiti